# Bezno
Městys Bezno (německy Bezno, Besno) se nachází v okrese Mladá Boleslav, kraj Středočeský. Leží devět kilometrů jihozápadně od Mladé Boleslavi. Žije zde 987 obyvatel.

## Historie
První písemná zmínka o obci pochází z roku 1088. Obci byl 11. března 2008 obnoven status městyse.

### Územněsprávní začlenění
Dějiny územněsprávního začleňování zahrnují období od roku 1850 do současnosti. V chronologickém přehledu je uvedena územně administrativní příslušnost obce v roce, kdy ke změně došlo:
- 1850 země česká, kraj Jičín, politický i soudní okres Mladá Boleslav[5]
- 1855 země česká, kraj Mladá Boleslav, soudní okres Mladá Boleslav[5]
- 1868 země česká, politický i soudní okres Mladá Boleslav[5]
- 1939 země česká, Oberlandrat Jičín, politický i soudní okres Mladá Boleslav[6]
- 1942 země česká, Oberlandrat Praha, politický i soudní okres Mladá Boleslav[7]
- 1945 země česká, správní i soudní okres Mladá Boleslav[8]
- 1949 Pražský kraj, okres Mladá Boleslav[9]
- 1960 Středočeský kraj, okres Mladá Boleslav[10]

### Rok 1932
Ve vsi Bezno s 1020 obyvateli v roce 1932 byly evidovány tyto úřady, živnosti a obchody: poštovní úřad, telegrafní úřad, telefonní úřad, četnická stanice, katolický kostel, sbor dobrovolných hasičů, lékař, autodoprava, bednář, biograf Sokol, 2 cihelny, 2 cukráři, obchod s dobytkem, 3 holiči, 3 hostince, hotel, instalace, kapelník, klempíř, 2 koláři, konsum, 2 kováři, 2 krejčí, mechanik, obchod s mlékem, obchod s obuví Baťa, 6 obuvníků, papírnický obchod, 2 pekaři, pila, pohřební ústav, 3 pokrývači, 2 porodní asistentky, povozník, 10 rolníků, 3 řezníci, 5 sadařů, sedlář, 5 obchodů se smíšeným zbožím, spořitelní a záložní spolek, 2 stavitelé, 2 švadleny, tesařský mistr, 2 trafiky, 2 truhláři, obchod s uhlím, včelařský spolek, velkostatek, vodárna, zámečník.

## Správa a politika městyse
Od 1. ledna 1980 do 23. listopadu 1990 k městysi patřily Sovínky.

### Politika
V letech 2006–2014 byla starostkou Ludmila Novotná, od roku 2014 funkci vykonává Zdeněk Volf.

## Pamětihodnosti
- Zámek Bezno, postaven na místě středověké tvrze
- Kostel svatého Petra a Pavla
- Socha svatého Jana Nepomuckého
- Socha svatého Judy Tadeáše
- Socha svaté Notburgy
- Socha svatého Vojtěcha
- Fara

### Osobnosti
- Antonín Vokoun (1691–1757) – katolický kněz a pomocný biskup pražský

- Filip Tomsa (* 1984) – filmový a divadelní herec, pochází z Bezna

## Doprava
Silniční doprava

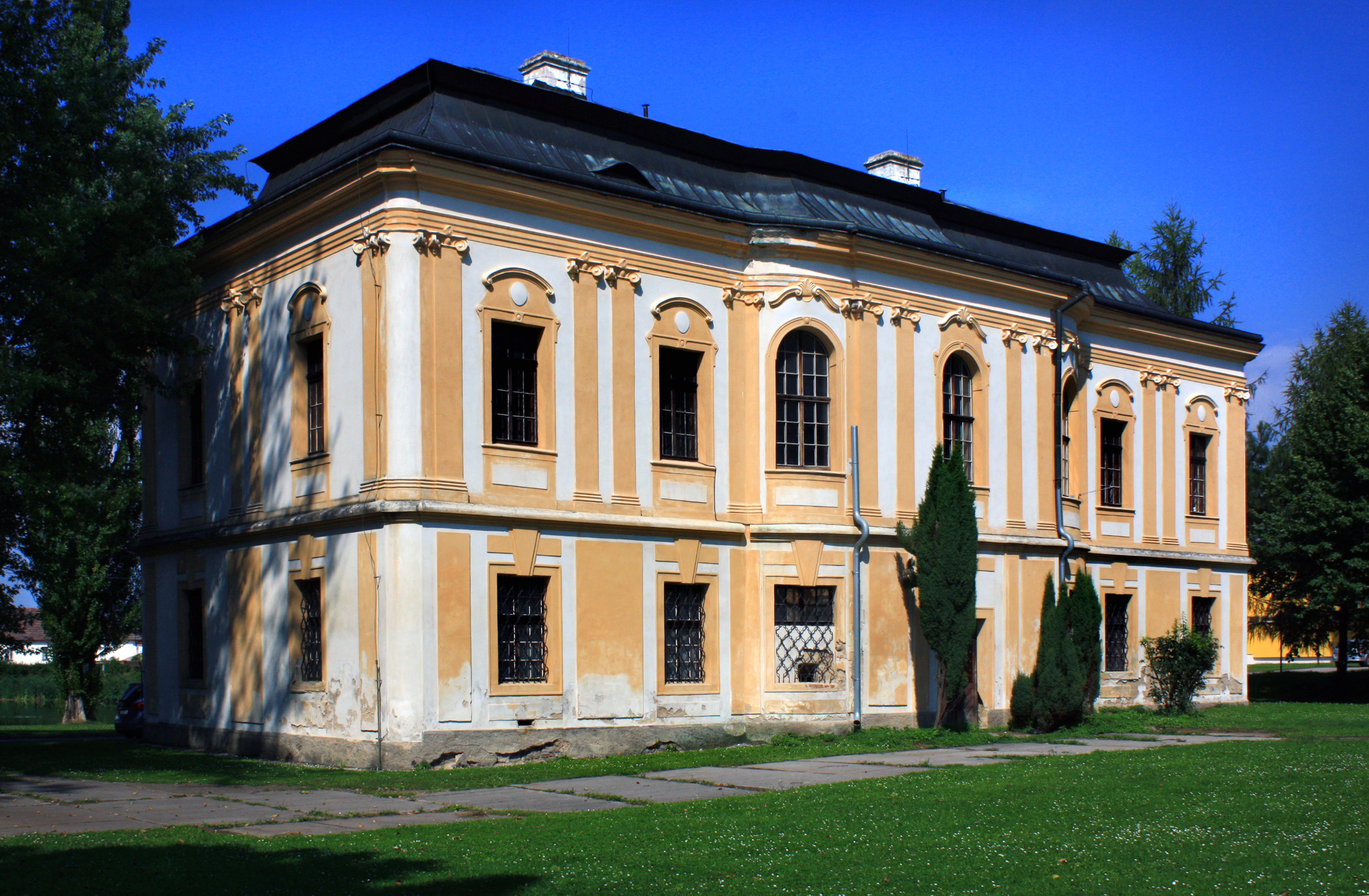
Fara

Městysem procházejí silnice I/16 Slaný - Mělník - Bezno - Mladá Boleslav - Jičín vedoucí směrem západ-východ a II/272 Lysá nad Labem - Benátky nad Jizerou - Bezno - Bělá pod Bezdězem vedoucí směrem jih-sever.
Železniční doprava
Železniční trať ani stanice na území městyse v současné době nejsou. Nejblíže Beznu je železniční stanice Chotětov ve vzdálenosti 3 km ležící na trati 070 v úseku z Neratovic do Mladé Boleslavi.
V minulosti Beznem vedla železniční trať Chotětov - Skalsko se stanicí Bezno. Zrušená železniční trať byla jednokolejná regionální trať, původně vlečka. Provoz na vlečce byl zahájen roku 1881, veřejná osobní doprava byla provozována od roku 1897. Přepravní zatížení trati vlaky pro cestující bylo minimální, jednalo o 2 či 3 páry osobních vlaků denně. Osobní doprava byla zastavena roku 1970, trať zrušena roku 1974.
Autobusová doprava
Městysem projížděly v květnu 2011 autobusové linky do těchto cílů: Bělá pod Bezdězem, Benátky nad Jizerou (2 linky), Kladno, Mělnické Vtelno (3 linky), Mělník (3 linky), Mladá Boleslav (7 linek), Praha, Roudnice nad Labem, Slaný (různí dopravci).

## Další fotografie

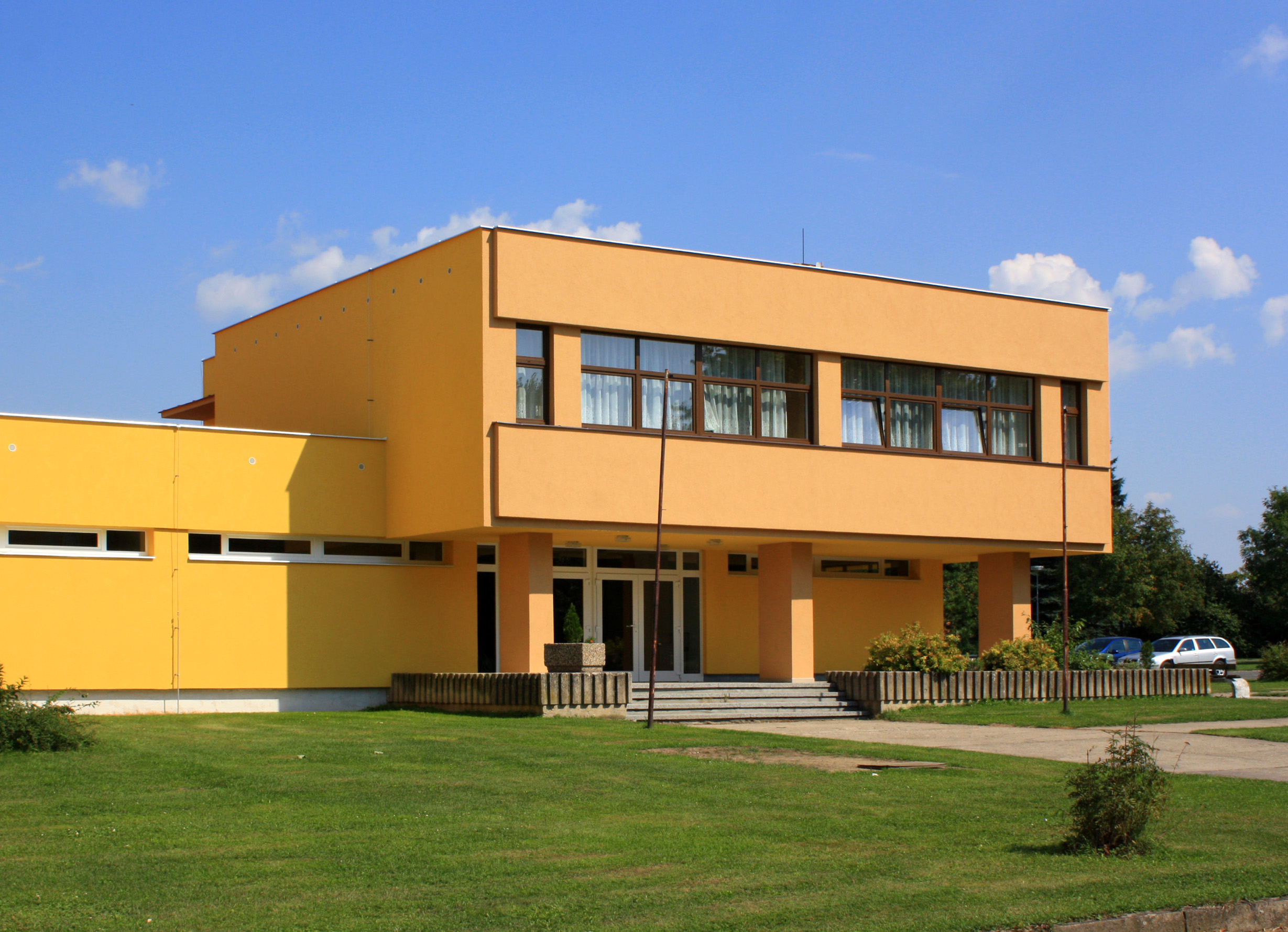
Kulturní dům
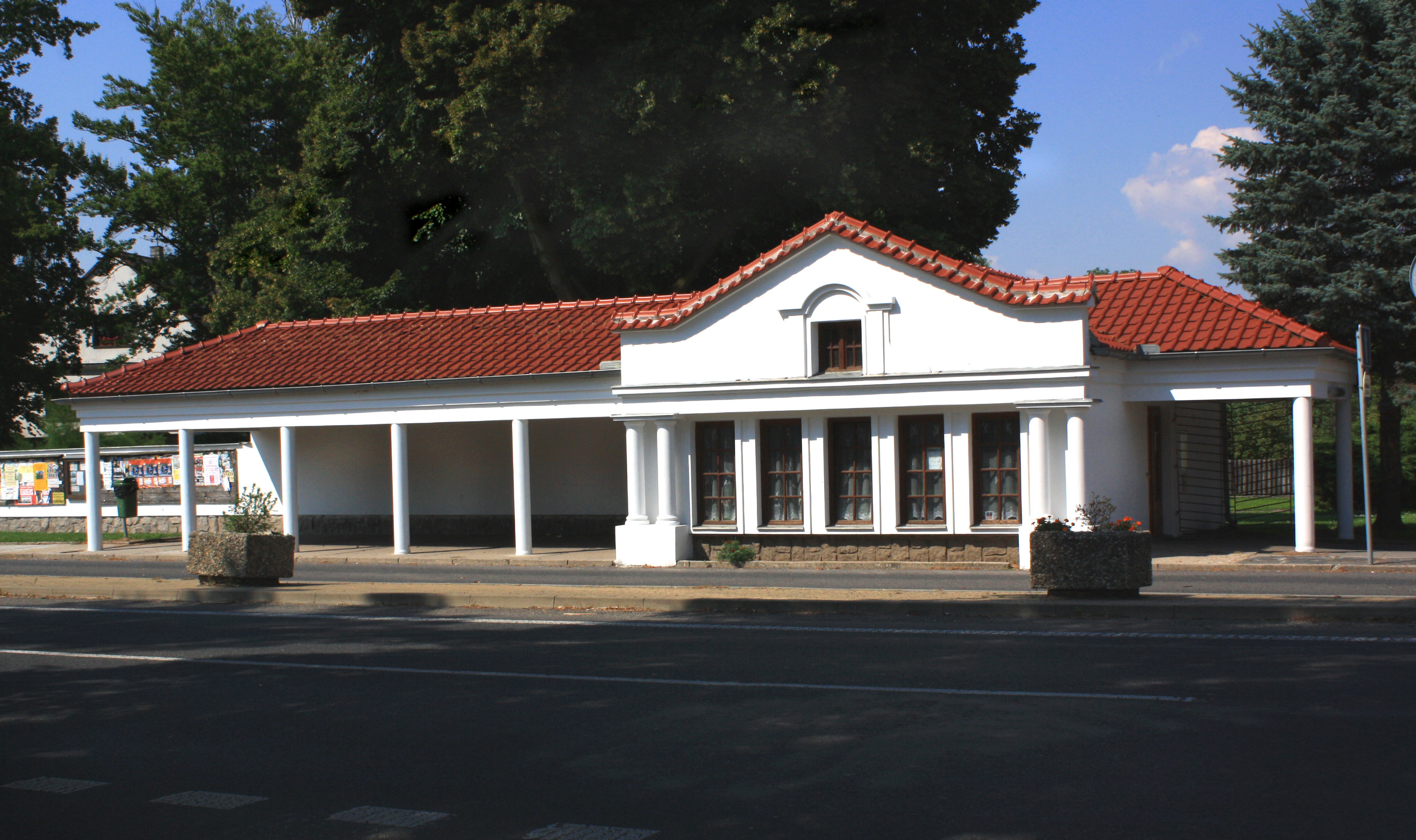
Autobusová zastávka
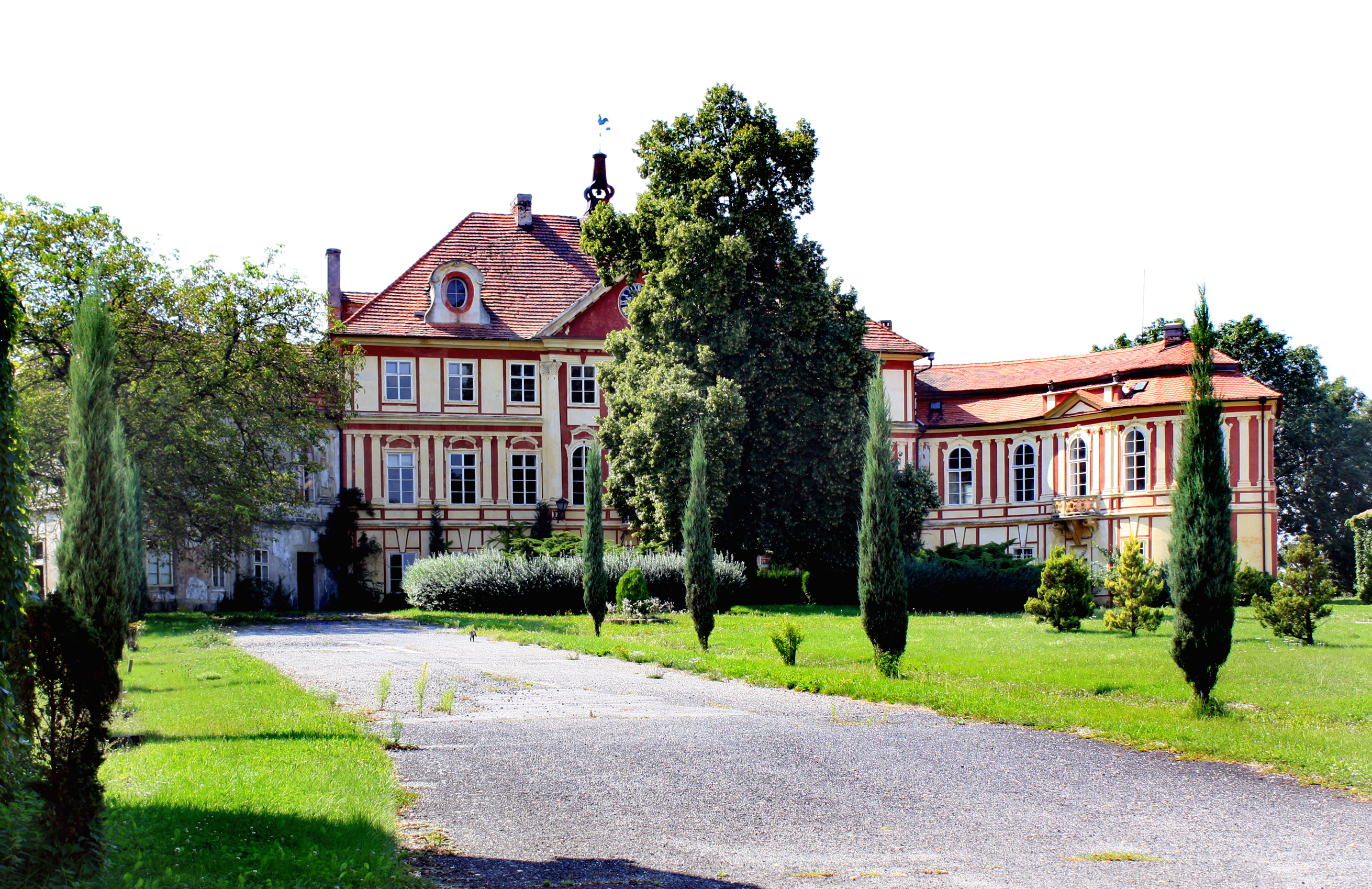
Zámek Bezno
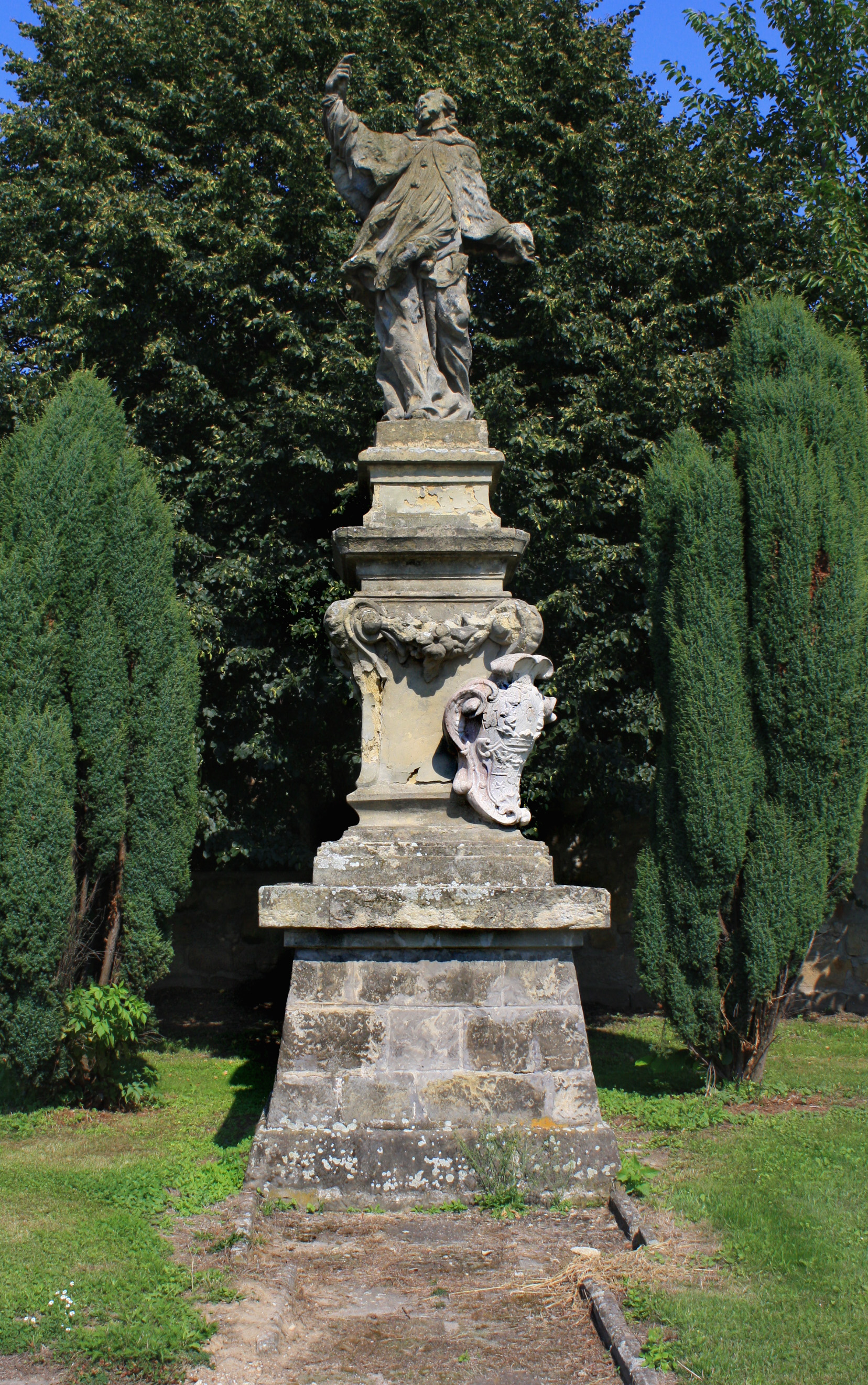
Socha sv. Jana Nepomuckého